# Плејнс (Тексас)
Плејнс (енгл. Plains) град је у америчкој савезној држави Тексас. По попису становништва из 2010. у њему је живело 1.481 становника.

## Демографија
Према попису становништва из 2010. у граду је живело 1.481 становника, што је 31 (2,1%) становника више него 2000. године.
| Група             | 2000.       | 2010.       |
| Белци             | 658 (45,4%) | 598 (40,4%) |
| Афроамериканци    | 0 (0,0%)    | 0 (0,0%)    |
| Азијати           | 1 (0,1%)    | 0 (0,0%)    |
| Хиспаноамериканци | 769 (53,0%) | 861 (58,1%) |
| Укупно            | 1.450       | 1.481       |